# Alexandre Sidorenko
Alexandre Sidorenko (* 18. Februar 1988 in Leningrad, Russische SSR, Sowjetunion) ist ein ehemaliger französischer Tennisspieler.

## Karriere
Sidorenko spielte hauptsächlich auf der ATP Challenger Tour und der ITF Future Tour. Er feierte vier Einzel- und acht Doppelsiege auf der Future Tour. Auf der Challenger Tour gewann er die Doppelturniere in Posen im Jahr 2009 und das Turnier in Saint-Brieuc im Jahr 2015.
Zum 13. Oktober 2008 stand er erstmals in den Top 200 der Weltrangliste im Einzel, seine höchste Platzierung erreichte er im Mai 2009 mit Position 145. Im Doppel durchbrach er die 200er-Marke am 8. Januar 2007, seine beste Platzierung war Rang 168 (Juni 2010).
Sein Debüt im Einzel auf der ATP Tour gab er im Februar 2006 beim Open 13, für das er eine Wildcard für das Hauptfeld erhielt; er scheiterte dort in der ersten Runde an Jewgeni Koroljow. Seinen ersten World-Tour-Auftritt im Doppel hatte er zusammen mit David Guez ebenfalls in Marseille im Februar 2006. Sie verloren in der ersten Runde gegen Paul-Henri Mathieu und Gaël Monfils mit 3:6, 6:3 und [6:10]. Seine letzten Tennisturniere spielte er 2017.

## Erfolge
| Legende (Anzahl der Siege)  |
| Grand Slam                  |
| ATP World Tour Finals       |
| ATP World Tour Masters 1000 |
| ATP World Tour 500          |
| ATP World Tour 250          |
| ATP Challenger Tour (3)     |

### Einzel

#### Turniersiege
| Nr. | Datum         | Turnier      | Belag         | Finalgegner   | Ergebnis       |
| --- | ------------- | ------------ | ------------- | ------------- | -------------- |
| 1.  | 3. April 2016 | Saint-Brieuc | Hartplatz (i) | Igor Sijsling | 2:6, 6:3, 7:63 |

### Doppel

#### Turniersiege
| Nr. | Datum          | Turnier      | Belag         | Partner           | Finalgegner                     | Ergebnis |
| --- | -------------- | ------------ | ------------- | ----------------- | ------------------------------- | -------- |
| 1   | 26. Juli 2009  | Posen        | Sand          | Sergio Roitman    | Michael Kohlmann Rogier Wassen  | 6:4, 6:4 |
| 2   | 12. April 2015 | Saint-Brieuc | Hartplatz (i) | Grégoire Burquier | Andriej Kapaś Yasutaka Uchiyama | 6:3, 6:4 |